# Ерик I
Ерик I, с прозвище „Кървавата брадва“ (на норвежки: Eirik Blodøks; ок. 885 – 954), е вторият норвежки крал от 930 до 934 г. В 934 г. е свален от престола от брат си Хокон I. По-късно между 947 – 948 и 952 – 954 г. става крал на Нортумбрия.

## Произход
Син е на Харал Прекраснокосия и една от жените му – датчанката Рагнил. Принадлежи към династията Хардради.
Ерик е любимият син на баща си от многобройните му деца и е определен за негов наследник. Висок, добре сложен, красив и войнствен, в същото време жесток и избухлив, и именно заради многото си злодеяния, включително убийствата на братята си, бива наречен Кървавата брадва.

## Крал на Норвегия
След като получава властта от баща си, Ейрик се отървава от братята си, които владеели различни части от страната, но не успява да се справи с брат си Хокон, който дотогава бил изпратен да се възпитава в двора на английския крал Етелстан. След като Хокон се завръща в Норвегия и благодарение на това, че се ползвал с име на добър и справедлив човек, събира голяма войска. Ейрик се вижда принуден с малобройните си дружини да напусне страната.

## В Англия. Крал на Нортумбрия
Първоначално Ерик се установява на Оркнейските острови, където събира голяма войска, а после отива в северната част на Англия. В памет на някогашното си приятелство с неговия баща Харалд, крал Етелстан предлага на Ейрик да управлява Нортумбрия, където още от времето на Рагнар Лодброк по-голямата част от населението били викинги. В замяна Ейрик се задължавал да защитава тази част от Англия от набезите на скотите. В английските хроники обаче тези събития са предадени по съвсем различен начин и е по-вероятно да отговарят на истината – в тях се разказва, че Ейрик подложил северните области на Англия на жестока сеч, всичко било изпепелено, хората изколвани като добитък, а имотите им – опожарявани, и само по тази причина Етелстан, който не бил в състояние да спре изстъпленията на норвежците, се видял принуден да отстъпи на Ейрик Нортумбрия, за да спрат безчинствата. Така или иначе това положение продължило до смъртта на крал Етелстан в 939 г., когато на английския престол се възкачва Едмънд I, който не обичал норманите и през 954 г. изпраща голяма войска на север, за да се разправи с Ейрик. По същото време Ейрик воюва в Ирландия, но научавайки за това се връща обратно в Англия и двете войски се срещат при Станмор в голяма битка, която била толкова ожесточена, че според хрониките приличала по-скоро на „невиждано клане“. В тази битка Ейрик загива пронизан от няколко стрели и след това обезглавен.
След смъртта му неговата жена Гунхилда Гормсдотир, заедно със синовете му и верните им васали, се преместват на Оркнейските острови, където остават да живеят. Синовете на Ейрик правят няколко опита да си върнат норвежкия трон. Едва в края на живота си крал Хокон I им дава владения в Норвегия.